# Bossa nova baby
Bossa nova baby is een nummer geschreven door Jerry Leiber en Mike Stoller.
Het werd als eerste opgenomen en uitgebracht door Tippie and the Clovers in 1962.
In de single-versie van de Amerikaanse zanger Elvis Presley haalde het nummer de achtste plaats in de Amerikaanse Billboard Hot 100 en de dertiende plaats in de Britse UK Singles Chart. Ook werd het een hit in de Nederlandse Tijd voor Teenagers Top 10. Het werd opgenomen voor de soundtrack van de film Fun in Acapulco uit 1963. In 2014 werd het gebruikt in een Heineken-commercial.

## Tracklist

### 7" Single
RCA 47-8243 (Sony) [us] 01/10/1963
1. "Bossa Nova Baby" - 1:58
2. "Witchcraft" - 2:21

## Hitnotering
| Tijd Voor Teenagers Top 10 | 30-11-1963 | Positie: | 8 | uit |